# Longchaumois
Longchaumois là một xã trong vùng hành chính Franche-Comté, thuộc tỉnh Jura, quận Saint-Claude, tổng Morez. Tọa độ địa lý của xã là 46° 27' vĩ độ bắc, 05° 55' kinh độ đông. Longchaumois nằm trên độ cao trung bình là 890 mét trên mực nước biển, có điểm thấp nhất là 470 mét và điểm cao nhất là 1411 mét. Xã có diện tích 57.60 km², dân số vào thời điểm 1999 là 1092 người; mật độ dân số là 19 người/km².

## Thông tin nhân khẩu
| 1962 | 1968 | 1975 | 1982 | 1990 | 1999  |
| ---- | ---- | ---- | ---- | ---- | ----- |
| 709  | 741  | 671  | 741  | 945  | 1.092 |

## Địa điểm tham quan
Nhà thờ giáo khu Saint-Jean-Baptiste được xây dựng trong thế kỉ thứ 17, có nhiều tượng gỗ từ thế kỉ thứ 16 và thế kỉ thứ 17.